# Dolly (groupe)
 (janvier 2025).
Pour les articles homonymes, voir Dolly.
Dolly est un groupe de rock français, originaire de Nantes, en Loire-Atlantique. Le groupe est connu pour ses nombreuses prestations scéniques, actif de 1989 à 2005. Il est dissous à la mort de son cofondateur et bassiste Michaël Chamberlin.

## Biographie

### Prémices (1989–1995)
En 1989 à Nantes, la chanteuse Emmanuelle Monet (Manu), le batteur  Thierry Lacroix forment avec Cyril Le Groux et son frère Éric un groupe acoustique nommé Dolly Bird. Après six mois, à la suite de différends musicaux, Emmanuelle et Thierry décident de former un nouveau groupe.
Ils engagent le bassiste, Bertrand Hervé et le guitariste Pascal Leroy, surnommé Scalpa, pour former un nouveau groupe baptisé Dolly and Co. Sous cette nouvelle formation, le groupe joue dans un style plus rock des compositions anglophones et commence à se produire d'abord à Nantes et sa région (Vendée, Bretagne) où il connaît le succès puis à travers la France dans des cafés-concert et petits festivals. En 1992, ils sortent un premier EP de six titres No One No Feeling ; Scalpa quitte le groupe, remplacé par Michaël Chamberlin. Le groupe explore de nouveaux champs musicaux (influencé par des PJ Harvey et d'autres), part en concert à travers la France. Puis en 1994 sortie d'un nouvel album de onze titres Amours lynchées. En 1995, le groupe change à nouveau pour cause de divergence musicale. Deux musiciens quittent le groupe, reste alors Emmanuelle Monet, Thierry Lacroix et Michaël Chamberlin.

### Formation (1995–1997)
Réduit à trois musiciens, le groupe cherche un guitariste. C'est en répondant à une petite annonce que Nicolas Bonnière qui connaissait déjà le groupe l'intègre. Michaël Chamberlin passe à la basse, le groupe trouve alors sa formation définitive. Continuant à tourner dans les cafés concerts et festivals, le groupe se crée un nouveau répertoire musical comportant cette fois principalement des compositions en français. Au début de l'année 1996, alors qu'ils jouent à Nantes dans un café-concert, ils sont remarqués par le label du producteur indépendant écossais Peter Murray. Ce dernier leur permet alors d'enregistrer des maquettes avec le réalisateur anglais Clive Martin.

### Premier album et succès (1997–2002)
Dans la foulée, en 1997, sort leur premier album, l'éponyme Dolly, toujours réalisé par Clive Martin. Enregistré en trois semaines, et ayant un son proche du grunge, l'album emballe la critique, grâce notamment aux singles Je n'veux pas rester sage et Partir seule bénéficiant de nombreuses diffusions radio. Contenant des titres tels que Love and Money ou Quand l'herbe nous dévore, cet album est réputé comme l'un des meilleurs du groupe. Les textes de Je n'veux pas rester sage et Partir seule sont écrits par David Salsedo (Silmarils).
S'écoulant à plus de 170 000 exemplaires, l'album est certifié disque d'or,, et est comparé par Le Télégramme aux Silmarils. Il se classe 34e dans les charts français, et permet au groupe d'entamer une grande tournée en France et à l'étranger (Belgique, Amérique du Sud) et dans les plus grands festivals nationaux et internationaux tels que les Eurockéennes de Belfort ou les Francofolies de Montréal, entre autres. En août 1998, Nicolas Bonnière se casse le poignet en skate-board, le groupe stoppe alors sa tournée et commence à travailler sur son deuxième album. À la fin 1998, sort Sometimes, un EP de quatre titres comprenant notamment un duo avec Kelly Jones, le leader du groupe Stereophonics.
Leur deuxième album est publié à la fin 1999, et se classe 33e dans les charts français. Nommé Un jour de rêves et réalisé par Al Clay, qui avait notamment travaillé avec les Pixies, il comporte douze titres dont Parti pour une heure ou Angel. Certains titres étaient déjà joués sur scène depuis plusieurs mois par le groupe qui ne voulait pas resservir le même set à son public lors de ses concerts.

### Derniers albums et fin (2002–2005)
En avril 2002 sort l'album Plein air qui se classe 16e dans les charts français. Réalisé une nouvelle fois par Clive Martin, cet album mêle titres rock et ballades plus pop. Considéré par beaucoup de fans comme le chef-d'œuvre du groupe, cet album introduit les sons électroniques dans la musique de Dolly. Il contient les titres C'est pour toi et  Comment taire qui bénéficie de nombreuses diffusions radio. Un titre dissimulé au début de l'album nécessite de « rembobiner » la piste 1 pour pouvoir être écouté. Après la sortie de cet album, le groupe qui prend une vraie dimension sur scène reprend la route.
Ce qui sera le dernier album du groupe, Tous des stars, sort en 2004, et se classe 16e dans les charts français. Encore produit par Clive Martin avec cette fois l'aide de Nikko, cet album confirme l'évolution du son du groupe. Cette fois l'électronique occupe une place majeure dans le son de Dolly. Les titres phares de cet album sont Au paradis, Tous des stars et  Faut y croire qui bénéficient une nouvelle fois de diffusions radios. Repartant en tournée, le groupe participe en tant que tête d'affiche au premier Europe 2 Campus Tour lors duquel il sera accompagné par de jeunes groupes commençant à faire parler d'eux tels que Luke.
Le 25 mai 2005, le bassiste du groupe, Michaël Chamberlin, meurt dans un accident de voiture près de Pornic. Le groupe interrompt sa tournée et quitte la scène française.

## Membres
- Emmanuelle Monet (Manu) - chant, guitare
- Nicolas Bonnière (Nikko) - guitare
- Michaël Chamberlin (Mika) - basse
- Thierry Lacroix - batterie

## Discographie

### EP et singles
- Je n'veux pas rester sage
- Quand l'herbe nous dévore
- Partir seule
- Un jour de rêves
- Parti pour une heure
- Angel
- Comment taire
- Au paradis
- Tous des stars
- Faut y croire
- Je n' veux pas rester sage (single)
- Un jour de rêves (single)
- Parti pour une heure (single)
- C'est pour toi (single)
- Quand l'herbe nous dévore (single)
- Partir seule (single)
- Un jour de rêves (édition collector FNAC)
- C'est pour toi (maxi single)

### CD promo
- sampler Hors-série de ROCK SOUND volume 2 avec le titre Régis en 1998
- sampler volume 33 de ROCK SOUND avec le titre Parfaite pour toi en 1999
- sampler volume 63 de ROCK SOUND avec le titre C'est pour toi en 2002
- compilation Un maxx 2 bruit - Europe 2 avec le titre Comment taire en 2003
- sampler volume 4 de ROCK ONE avec le titre Faut y croire en 2004
- compilation Une seule voix contre la sclérose en plaques avec le titre Shoote dans ma planète (inédit) en 2005